# Иди и виж
Иди и виж (на руски: Иди и смотри) е съветски военен драматичен филм от 1985 година на режисьора Елем Климов. Филмът разглежда част от нацистката окупация на Беларуска ССР по време на втората световна война и издевателствата и кланетата извършвани от немската армия над местното население. Филмът е създаден по събитията в село Хатин и окупацията на Беларус по време на войната, и отразени в „Хатинска повест“ на писателя Алес Адамович.
Филмът често е определян като един от най-добрите военни филми правени някога и освен това често попада и в класациите за най-добри филми на всички времена.
Налага се да изчака осем години преди да бъде одобрен за разпространение в СССР по повод 40-годишнината от победата във войната. Въпреки тежкия сюжет филмът се оказва огромен бокс офис хит и е гледан около 29 милиона пъти само в Съветския съюз.
Името на филма идва от глава 7 на Откровението на Йоан, където в първия, третия, петия и седмия стих е споменато „иди и виж“ като подкана за разглеждане на унищожението нанесено от Четирите конника на Апокалипсиса.
Иди и виж е и съветската номинация за Оскар за най-добър чуждоезичен филм, но не попада сред номинираните.
Това е и последния филм на Елем Климов. След него той твърди, че е постигнал всичко възможно в киното и е загубил интерес към правенето на филми.

## Сюжет
Фльора е млад юноша от беларуско село (Хатин), което попада в центъра на военни събития по време на Втората световна война. Преди пристигането на нацистката войска в региона започват да се сформира партизанска съпротива. Фльора напуска семейството си за да се присъедини към нея. Преди започването на военните действия обаче, на Фльора е наредено да остане в лагера на партизаните заедно с младо момиче Глаша и да не се включва във военните действия.
Приемайки тежко това нареждане, Фльора и Глаша се завръщат в родното му село където откриват, че голяма част от жителите, включително и неговото семейство са избити от настъпващата нацистка войска. Впоследствие Фльора попада в различни ситуации сред местното население и партизаните, преди да се озове в село Переходи прикривайки се под чужда идентичност. Там на местното население е наредено да се събере в местната църква. Фльора се опитва да ги предупреди, че нацистите се канят да ги убият, но на предупреждението му не се обръща внимание. Фльора също се оказва сред останалите жители в затворената църква, но успява да се измъкне в последния момент. Нацистите хвърлят гранати вътре в сградата, запалват я и стрелят по нея.
По-късно Фльора е пощаден и оставен жив от нацистите. След определено време се оказва, че беларуските партизани са заловили немците отговорни за клането и техните сподвижници. Въпреки че повечето нацисти молят за живота си, един млад фанатик от тях открито заявява, че не всички народи заслужават бъдеще и че ще продължи да изпълнява мисията си. Командирът на партизаните нарежда нацистите да бъдат заляти с петрол и запалени, но преди да намерят огън, отвратената тълпа ги избива с оръжията си.
В края на филма Фльора вижда на земята картина на Адолф Хитлер и започва да стреля по нея. По същото време се показва и монтаж с документални кадри на Хитлер. Фльора спира да стреля когато на екрана се появява Хитлер като бебе в ръцете на майка си.
Преди финалът на филма на екрана се появява надпис „628 беларуски селища са унищожени и запалени заедно с жителите им“.

## В ролите
- Алексей Кравченко – Фльора
- Олга Миронова – Глаша
- Любомирас Лауцявичюс – Косач
- Владас Багдонас – Рубей
- Юри Лумисте – млад немски офицер
- Евгений Тиличев – сподвижник на нацистите
- Виктор Лоренц – немски командир